# Malalties del bestiar oví i cabrum
Les ovelles i les cabres són dos petits remugants presents a tot el món, i que s'han utilitzat històricament per obtenir-ne llet, llana, moher o carn. Com a tals, les seves malalties tenen gran importància econòmica per a les persones.

## Relació de les principals malalties del bestiar oví i cabrum
Malalties infeccioses:
- Prions: prurigen lumbar o Scrapie

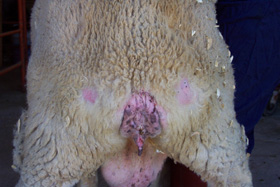
Ovella amb clapes a la part posterior degudes a l'Scrapie

- Virus: febre aftosa o glossopeda, llengua blava o febre catarral ovina, maedi–visna (pneumònia progressiva ovina –ppo–), orf, artritis/encefalitis caprina (aec), pesta dels petits remugants, veroles ovina i caprina, malaltia de Nairobi

- Bacteris: Clostridium chauvoei, podridura del peu, pleuropneumonia contagiosa caprina, pleuropneumonia contagiosa bovina, clamidiosi (avortament enzoòtic), malaltia de Johne, listeriosi, podridura de la llana, brucel·losis ovina i cabruna, epididimitis ovina (Brucella ovis), agalàxia contagiosa

- Fongs: èczema facial

- Paràsits:
  - protozous: Trypanosoma spp., Babesia spp., Theileria hirci, Anaplasma ovis, Eimeria spp., Toxoplasma gondii, Giardia intestinalis, Sarcocystis spp., Cryptosporidium parvum, Ehrlichia ovina
  - helmints:
    - platihelmints: Fasciola hepatica, Fasciola gigantica, Fascioloides magna, Dicrocoelium dendriticum, Schistosoma bovis
    - cestodes: Echinococcus granulosus, Taenia ovis, Taenia hydatigena, Moniezia spp.
    - nemàtodes: (incloent-hi Verminous bronchitis) Elaeophora schneideri, Haemonchus contortus, Trichostrongylus spp., Teladorsagia spp., Cooperia spp., Nematodirus spp., Dictyocaulus filaria, Protostrongylus refescens, Muellerius capillaris, Oesophagostomum spp., Neostrongylus linearis, Chabertia ovina, Trichuris ovis

- - aràcnids i insectes:

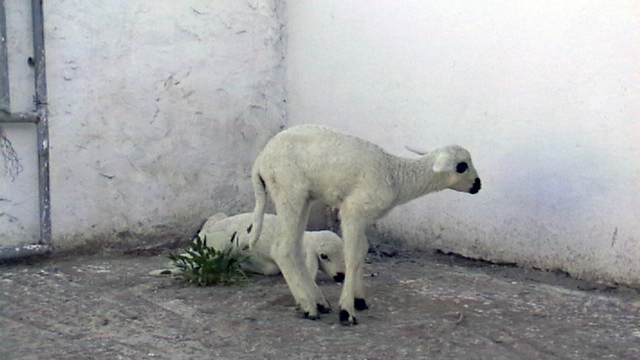
Postura de l'esquena arquejada típica dels xais amb distròfia muscular nutricional, deguda a una deficiència nutricional

    - paparres: Ixodes spp., Amblyomma spp., Boophilus spp., Dermacentor spp., Haemphysalis spp., Hyalomma spp., Rhipicephalus spp.
    - àcars: Psoroptes ovis, Sarcoptes ovis, Chorioptes ovis, Demodex ovis, Demodex caprae
    - polls: Lepikentron ovis, Bovicola caprae, Linognathus ovillus, Linognathus stenopsis
    - dípters: Anopheles spp., Culex, Aedes spp., Lucilia spp., Chrysomya spp., Oestrus ovis, Miasi

Malalties nutricionals
- Distròfia muscular nutricional